# Différente (film)
Pour l’article homonyme, voir Différente.
Ne doit pas être confondu avec La Différence (film).
Pour plus de détails, voir Fiche technique et Distribution.
Différente est une comédie romantique française réalisée par Lola Doillon et sortie en 2025,.

## Synopsis

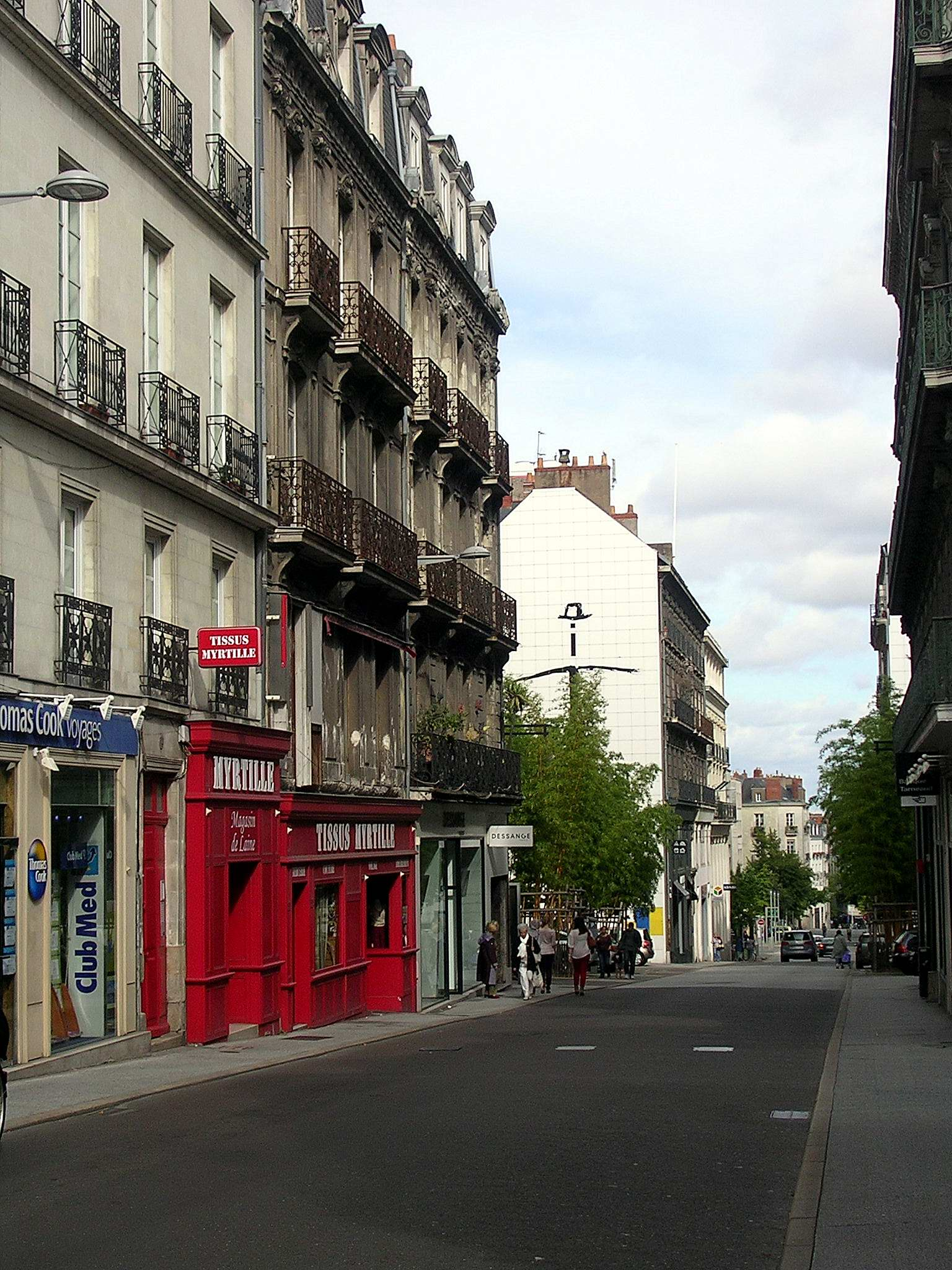
L'essentiel de l'intrigue se déroule à Nantes qu'on reconnaît tout au long du film.

Katia est une jeune adulte qui mène une vie ordinaire. Elle reprend sa relation amoureuse avec Fred de qui elle se sépare régulièrement, a un poste de documentaliste dans une entreprise en difficulté, où elle entretient une amitié avec sa collègue de travail, Marie, avec qui elle pratique la boxe.
Dans ses missions professionnelles, un nouveau sujet est confié à Katia par l'un journaliste de son équipe : « la prise en charge de l'autisme en France».  Katia doit alors se lancer dans un travail de documentation à ce sujet, et même remplacer son collègue journaliste (envoyé en Afrique pour une autre mission). Katia se voit confier une interview avec Romane Vainedeau, experte du sujet (interprétée par Julie Dachez, qui joue ici en quelque sorte son vrai rôle, étant elle-même experte et conférencière sur l'autisme dans la vraie vie).
C'est au gré de ses recherches, puis des rencontres faites au colloque, que Katia va s'interroger sur son identité. Devant faire face au doute de son compagnon Fred, et au déni de sa mère, Katia obtiendra un diagnostic.

## Autour du film
Le film donne une représentation de l'autisme éloigné des stéréotypes habituels, centrée sur le sujet particulier de l'autisme au féminin et des difficultés et défis qu'il implique dans les relations interpersonnelles et dans le monde du travail notamment, pour les femmes autistes (dont le taux de chômage en Europe atteint 75 %). Au travers des propos tenu, via le truchement de certains des personnages, notamment Julie Dachez et Fabienne Casalis qui, dans le monde réel, ne sont pas comédiennes de profession mais expertes du sujet : le sous-diagnostic des femmes, leur plus grande vulnérabilité aux agressions sexuelles, et leur meilleure capacité à dissimuler leur handicap sont évoqués. Julie Dachez est aussi autrice de La Différence invisible, une bande dessinée autobiographique publiée en 2016, coécrite avec Mademoiselle Caroline ; et Fabienne Casalis est chercheuse en sciences cognitives au Centre d'Analyse et de Mathématique Sociales (CNRS – EHESS), résidente à l'Institut des Systèmes Complexes, et travaille notamment sur la Neurodivergence.
Une attention particulière a été portée à la représentation portée à l'écran de ce trouble du neuro-développement qui est souvent un handicap invisible ou invisibilisé, dont par divers types de masquages mis en place par les personnes autistes. 
Des personnes autistes, notamment des membres du groupe d'entraide mutuelle les phœnix bleus (le film évoque un GEM les caméléons bleus) ont été associées à l'écriture du film, et la scène de la réunion au GEM est interprétée par des personnes autistes qui ont pu également apparaître dans des rôles de figuration tout au long du tournage.

## Réception par le public
Malgré quelques critiques concernant un didactisme jugé par certains excessif, évoquant plus un reportage que ce qui serait attendu dans un film de cinéma, dans la première partie du film au moins (pour Joseph Léonard, le 19 juin 2025, « Différente déçoit par son approche sous-naturaliste, plus soucieuse, semble-t-il, de traiter son sujet, comme on le dirait d'un reportage, que de produire une œuvre d'art »), le film reçoit néanmoins un accueil critique très favorable du côté de ceux qui accompagnent les personnes autistes ; en raison d'héroïnes atypiques mais proches de la réalité du sujet de l'autisme féminin l'autisme sans déficience intellectuelle, autant que pour sa valeur didactique que de son traitement narratif et esthétique qui évoque notamment le travail antérieur de Julie Dachez sur le sujet de l'autisme féminin,). Plus généralement, les sujets militants sont évoqués : difficulté du diagnostic, manque de professionnels formés, retard de la France, influence de la psychanalyse, difficulté d'accès à l'emploi et à obtenir les aménagements nécessaires.

### Réception par les acteurs du secteur associatif et médico-social impliqués dans le diagnostic et l'accompagnement de personnes autistes
Le film a suscité l'intérêt de structures spécialisées dans l'accompagnement des personnes autistes, se traduisant par exemple par des avant-premières et des projections-débats, souvent avec des personnes autistes, leurs proches et des professionnels de santé engagés. Le 6 juin 2025, lors de l'avant-première organisée par l'association TypiK'AtypiK (qui accompagne des familles concernées par les TND et lutte contre les idées reçues sur l'autisme, en particulier chez les femmes), Marie-Caroline Braud, référente Centre-Alsace de cette ONG, estime que « Différente permet enfin de mettre des images et des mots sur une réalité invisible. C'est un outil précieux pour ouvrir le dialogue, casser l'isolement et faire évoluer les mentalités ». Lors d'une avant-première co-organisée par le Centre de Ressources Autisme Rhône-Alpes (CRA) à Lyon en juin 2025, le film est salué comme « pionnier dans sa représentation de l'autisme au féminin » ; cette séance ayant permis d'aborder des sujets rarement explorées au cinéma, comme le diagnostic tardif, l'inclusion sociale et au travail ou la maternité chez les femmes autistes. Le CRA Île-de-France, a de son côté organisé une projection suivie d'un échange avec des cliniciens et des personnes concernées, concluant que ce film « donne à voir avec justesse les mécanismes de compensation, le camouflage social, et les difficultés d'accès au diagnostic chez les femmes adultes ».
La Maison de l'autisme, organisme national de référence, a aussi organisé une projection spéciale du film, en présence de sa réalisatrice Lola Doillon, soulignant son potentiel pédagogique et sa portée grand public.
D'autres associations de familles et de personnes concernées, telles que l'ONG Asperansa et Autisme France, ont produit et/ou relayé des critiques positives, notamment dans le cadre de ciné-débats. L'un des participants a qualifié le film de « prodige de justesse », saluant sa capacité à faire évoluer le regard social sur les femmes autistes.

## Fiche technique
Sauf indication contraire, les informations mentionnées dans cette section peuvent être confirmées par les bases de données cinématographiques IMDb et Allociné,  présentes dans la section « Liens externes ».
- Titre original : Différente
- Réalisation : Lola Doillon
- Scénario : Lola Doillon
- Musique : Jérémie Arcache et Leonardo Ortega
- Décors : Carmen Beillevaire
- Costumes : Suzanne Veiga Gomez
- Photographie : Pierre Milon
- Son : Cyril Moisson, Alexis Meynet et Olivier Guillaume
- Montage : Sahra Mekki
- Production : Dominique Guerin et Nicolas Blanc
- Société de production : Agat Films & Cie - Ex Nihilo et Ping & Pong Productions
- Société de distribution : Memento
- Budget : 2,1 millions d'euros
- Pays de production :  France
- Langue originale : français
- Format : Comédie romantique
- Durée : 100 minutes
- Dates de sortie :
  - France : 11 juin 2025

## Distribution
- Jehnny Beth : Katia
- Thibaut Evrard : Fred
- Mireille Perrier : Martine
- Irina Muluile : Marie
- Julie Dachez : Romane Vainedeau
- Fabienne Casalis : Professeure Bélanger
- Philippe Le Gall : Jeff
- Johnny Montreuil : lui-même
- Emmanuelle Schaaff : Lucie

### Vidéographie
- « Joana en Pyjama évoque », « Film "Différente" : réaliste ou non sur l'autisme ? », 3 juillet 2025 (consulté le 23 juillet 2025)

- Site officiel
- Ressources relatives à l'audiovisuel :   - Allociné
  - Centre national du cinéma et de l'image animée
  - IMDb
  - The Movie Database
  - Unifrance